# Louise Lake-Tack
Louise Lake-Tack (* 26. července 1944 St Phillip's, Antigua) je od roku 2007 generální guvernérkou Antiguy a Barbudy. Vzdělání získala ve škole Freetown Government, poté navštěvovala Antigua vyšší dívčí školu v St John. Po absolvování emigrovala do Velké Británie, kde studovala ošetřovatelství v nemocnici Charing Cross. Po ukončení studia působila nejprve v Národní kardiologické nemocnici a později na Harleyské městské klinice.
Lake-Tack později vystudovala práva a později působila jako soudkyně u soudu v Marylebone a Horseferry. Na to byla soudkyní u odvolacích soudů v Pocock u městského soudu a v Middlesexu u korunního soud. Generální guvernérkou Antiguy a Barbudy byla od 17. července 2007 do 13. srpna 2014 kdy ji vystřídal ve funkci Rodney Williams.